# 192158 Christian
192158 Christian è un asteroide della fascia principale. Scoperto nel 2006, presenta un'orbita caratterizzata da un semiasse maggiore pari a 1,8960196 UA e da un'eccentricità di 0,0782823, inclinata di 17,46697° rispetto all'eclittica.